# Arne Nielsson
Arne Nielsson (n. 11 mai 1962, Glostrup⁠(d), amtul Copenhaga⁠(d), Danemarca) este un canoist ce a reprezentat Danemarca, medaliat olimpic. A participat la 3 ediții ale Jocurilor Olimpice (1988, 1992, 1996) în care a câștigat o medalie de argint.